# Svenska Schackakademien
Svenska Schackakademien, eller bara Schackakademien, är en akademi vars mål är att främja schackspelet i Sverige. Främst sker detta genom att tillföra resurser i form av ekonomiskt stöd, kompetens och nätverk.  Schackakademien bildades 1986 av Sveriges Schackförbunds dåvarande ordförande Christer Wäneus.
Schackakademien anordnade exempelvis schackpartiet mellan allmänheten och Christer Fuglesang 2009.
Iskalla drag, en antologi om schackets strategi, öppning samt mittspel och slutspel, utgavs av Schackakademien 2003.